# Plocia
Plocia is een kevergeslacht uit de familie van de boktorren (Cerambycidae). De wetenschappelijke naam van het geslacht werd voor het eerst geldig gepubliceerd in 1842 door Newman.

## Soorten
Plocia is monotypisch en omvat slechts de volgende soort:
- Plocia mixta Newman, 1842